# 扎魯佳 (茲巴拉日市鎮)
49°47′28″N 25°44′2″E / 49.79111°N 25.73389°E
扎魯佳（羅馬化：Zariddia）是烏克蘭的村落，位於該國西部捷爾諾波爾州，由捷尔诺波尔区負責管轄，處於赫尼茲納河右岸，距離奧利什基夫齊1公里，面積1.29平方公里，2001年人口767。